# قناة الصليب (قصص قصيرة)
قناة الصليب (بالإنجليزية: Cross Channel)‏ هي مجموعة قصص قصيرة للكاتب الإنجليزي جوليان بارنز، نشرت عام 1966، عن دار نشر جوناثان كيب.